# Liiva, Moon
Liiva (Moon) är en by (estniska: küla) på ön Moon i landskapet Saaremaa (Ösel) i nordvästra Estland. Byn som utgör centralort  i Moons kommun ligger vid Riksväg 10.